# Chiesa di Santa Maria Maddalena (Sansepolcro)
La chiesa di Santa Maria Maddalena era un edificio sacro che si trova a Sansepolcro, oggi dedicato a scopi civili.
Originata dall'oratorio trecentesco della Compagnia di Santa Maria Maddalena istituita nel 1334 per accogliere a vita monastica meretrici e donne in difficoltà, divenne dal 1530 la chiesa dei Minori Osservanti. La trasformazione cinquecentesca comportò la costruzione del grande portale in pietra sulla facciata (1559). Il complesso conventuale venne soppresso nel 1866 e da allora ospita l'Agenzia Coltivazione Tabacchi.
I dipinti cinquecenteschi e secenteschi che ornavano gli altari si trovano nel Museo Civico, tra i quali vi era la Presentazione di Maria al Tempio di Giovanni de' Vecchi, eseguita nel 1562 - 63 ed inviata da Roma. All'interno è ancora conservato un soffitto ligneo a lacunari ottagonali dipinti con Storie della vita della Madonna e figure di Santi (XVII secolo), notevole esempio della tradizione locale di lavorazione artistica del legno.